# Tony Aless

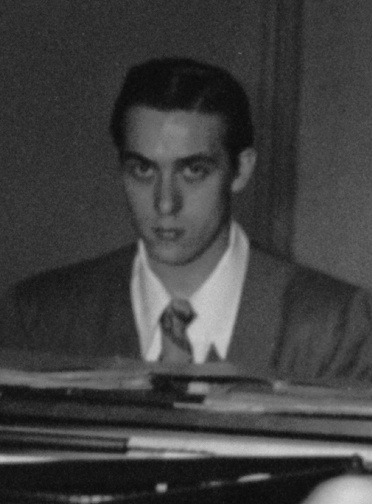
Tony Aless, 1946

Tony Aless, eigentlich Anthony Alessandrini, (* 22. August 1921 in Garfield, New Jersey; † 11. Januar 1988 in New York City) war ein US-amerikanischer Jazz-Pianist. Er spielte mit Charlie Parker und Woody Herman.
Tony Aless spielte bereits 17-jährig mit Bunny Berigan, von 1940 bis 1942 mit Johnny McGhee, Teddy Powell und Vaughn Monroe. Nach dem Kriegsdienst (1942–44) arbeitete er 1945/46 in der Band von Woody Herman und später bei Charlie Spivak. Außerdem spielte er mit Georgie Auld, Flip Phillips, Chubby Jackson und begleitete mit Neal Heftis Orchester Charlie Parker. Nach einem dreijährigen Studium an dem New Yorker Konservatorium arbeitete Aless nur noch in Studiogruppen und war an Rundfunkstationen beschäftigt. Sein bekanntestes Album ist Long Island Suite von 1955, auf dem die Posaunisten Jay Jay Johnson und Kai Winding und der Altsaxophonist Dave Schildkraut mitwirkten. Im gleichen Jahr nahm er noch an Aufnahmen von Seldon Powell teil. Aless verband in seinem Stil Elemente des Bop, des Cool und des Mainstream Jazz.